# Guillermo Prieto Fortún
Guillermo Prieto Fortún (Ciudad de México, 10 de junio de 1935) es un economista, empresario y exfuncionario público mexicano, que se desempeñó como subgobernador del Banco de México, subsecretario de Ingresos en la Secretaría de Hacienda y Crédito Público (SHCP) y presidente de la Comisión Nacional Bancaria.

## Educación
Es licenciado en Economía por la Escuela Nacional de Economía de la Universidad Nacional Autónoma de México (1953-1957) donde se graduó el 29 de abril de 1960 con la tesis Los Puertos Libres. El Sistema Coatzacoalcos-Salina Cruz, la cual obtuvo mención honorífica en el Premio Banamex de Economía 1960. Posteriormente obtuvo una Maestría en Administración de Negocios por el Instituto Panamericano de Alta Dirección de Empresa (IPADE).

## Trayectoria
En 1955, ingresó a la SHCP, donde sucesivamente ocupó los cargos de subjefe del Departamento Técnico Calificador en la Dirección del Impuesto sobre la Renta (1955-1960); asesor de Hugo B. Margáin cuando este dirigía la Oficialía Mayor de Industria y Comercio; y la Subsecretaría de Hacienda (1960-1963). Posteriormente fungió como asesor en la Comisión Nacional para la Participación de los Trabajadores en las Utilidades de las Empresas (1962-1973) y en la Secretaría del Trabajo y Previsión Social (1964-1970).
De 1970 a 1976 ocupó la Dirección General del Impuesto sobre la Renta y; de 1976 a 1978, fue director general de Administración Fiscal Central y subsecretario de Ingresos en la Secretaría de Hacienda y Crédito Público de 1978 a 1986. 
Dentro del sector financiero público, dirigió Multibanco Comermex (actualmente integrado al Grupo Financiero Scotiabank Inverlat) de 1986 a 1989; la Comisión Nacional Bancaria de 1989 a 1994 y, de abril a diciembre de 1994, se desempeñó como Subgobernador del Banco de México como parte de la Junta de Gobierno establecida a partir de la autonomía del banco central.